# 1952年の野球
1952年の野球（1952ねんのやきゅう）では、1952年の野球界における動向をまとめる。

## 競技結果

### 日本プロ野球

#### ペナントレース
| 順位 | 球団             | 勝 | 敗 | 分 | 勝率 | 差   |
| 1位  | 読売ジャイアンツ | 83 | 37 | 0  | .692 | 優勝 |
| 2位  | 大阪タイガース   | 79 | 40 | 1  | .664 | 3.5  |
| 3位  | 名古屋ドラゴンズ | 75 | 43 | 2  | .636 | 7.0  |
| 4位  | 大洋ホエールズ   | 58 | 62 | 0  | .483 | 25.0 |
| 5位  | 国鉄スワローズ   | 50 | 70 | 0  | .417 | 33.0 |
| 6位  | 広島カープ       | 37 | 80 | 3  | .316 | 44.5 |
| 7位  | 松竹ロビンス     | 34 | 84 | 2  | .288 | 48.0 |

| 順位 | 球団             | 勝 | 敗 | 分 | 勝率  | 差   |
| 1位  | 南海ホークス     | 76 | 44 | 1  | .633  | 優勝 |
| 2位  | 毎日オリオンズ   | 75 | 45 | 0  | .625  | 1.0  |
| 3位  | 西鉄ライオンズ   | 67 | 52 | 1  | .563  | 8.5  |
| 4位  | 大映スターズ     | 55 | 65 | 1  | .4583 | 21.0 |
| 5位  | 阪急ブレーブス   | 49 | 58 | 1  | .4579 | 20.5 |
| 6位  | 東急フライヤーズ | 49 | 59 | 0  | .454  | 21.0 |
| 7位  | 近鉄パールス     | 30 | 78 | 0  | .278  | 40.0 |

#### 日本シリーズ
| 10月11日（土）                         | 第1戦  | 南海ホークス     | 3 - 6  | 読売ジャイアンツ | 後楽園球場 |
| 10月12日（日）                         | 第2戦  | 南海ホークス     | 0 - 11 | 読売ジャイアンツ | 後楽園球場 |
| 10月13日（月）                         | 移動日 | 移動日           | 移動日 | 移動日           | 移動日     |
| 10月14日（火）                         | 第3戦  | 読売ジャイアンツ | 0 - 4  | 南海ホークス     | 大阪球場   |
| 10月15日（水）                         | 第4戦  | 読売ジャイアンツ | 6 - 2  | 南海ホークス     | 大阪球場   |
| 10月16日（木）                         | 第5戦  | 読売ジャイアンツ | 1 - 4  | 南海ホークス     | 大阪球場   |
| 10月17日（金）                         | 移動日 | 移動日           | 移動日 | 移動日           | 移動日     |
| 10月18日（土）                         | 第6戦  | 南海ホークス     | 2 - 3  | 読売ジャイアンツ | 後楽園球場 |
| 優勝：読売ジャイアンツ（2年連続2回目） |        |                  |        |                  |            |

#### 個人タイトル
|              | セントラル・リーグ | セントラル・リーグ | セントラル・リーグ | パシフィック・リーグ | パシフィック・リーグ | パシフィック・リーグ |
| タイトル     | 選手               | 球団               | 成績               | 選手                 | 球団                 | 成績                 |
| ------------ | ------------------ | ------------------ | ------------------ | -------------------- | -------------------- | -------------------- |
| 最優秀選手   | 別所毅彦           | 巨人               |                    | 柚木進               | 南海                 |                      |
| 最優秀新人   | 佐藤孝夫           | 国鉄               |                    | 中西太               | 西鉄                 |                      |
| 沢村栄治賞   | 杉下茂             | 名古屋             |                    |                      |                      |                      |
| 首位打者     | 西沢道夫           | 名古屋             | .353               | 飯島滋弥             | 大映                 | .336                 |
| 最多本塁打   | 杉山悟             | 名古屋             | 27本               | 深見安博             | 東急                 | 25本                 |
| 最多打点     | 西沢道夫           | 名古屋             | 98打点             | 飯田徳治             | 南海                 | 86打点               |
| 最多盗塁     | 金山次郎           | 松竹               | 63盗塁             | 木塚忠助             | 南海                 | 55盗塁               |
| 最多安打     | 与那嶺要           | 巨人               | 163安打            | 飯田徳治             | 南海                 | 153安打              |
| 最高出塁率   | 西沢道夫           | 名古屋             | .426               | 飯島滋弥             | 大映                 | .447                 |
| 最優秀防御率 | 梶岡忠義           | 大阪               | 1.71               | 柚木進               | 南海                 | 1.91                 |
| 最多勝利     | 別所毅彦           | 巨人               | 33勝               | 野口正明             | 西鉄                 | 23勝                 |
| 最多奪三振   | 金田正一           | 国鉄               | 269奪三振          | 柚木進               | 南海                 | 104奪三振            |
| 最高勝率     | 藤村隆男           | 大阪               | .806               | 柚木進               | 南海                 | .731                 |

#### ベストナイン
|          | セントラル・リーグ | セントラル・リーグ | パシフィック・リーグ | パシフィック・リーグ |
| 守備位置 | 選手               | 球団               | 選手                 | 球団                 |
| -------- | ------------------ | ------------------ | -------------------- | -------------------- |
| 投手     | 別所毅彦           | 巨人               | 柚木進               | 南海                 |
| 捕手     | 野口明             | 名古屋             | 土井垣武             | 毎日                 |
| 一塁手   | 西沢道夫           | 名古屋             | 飯田徳治             | 南海                 |
| 二塁手   | 千葉茂             | 巨人               | 岡本伊三美           | 南海                 |
| 三塁手   | 藤村富美男         | 大阪               | 蔭山和夫             | 南海                 |
| 遊撃手   | 平井三郎           | 巨人               | 木塚忠助             | 南海                 |
| 外野手   | 与那嶺要           | 巨人               | 大下弘               | 西鉄                 |
| 外野手   | 南村不可止         | 巨人               | 別当薫               | 毎日                 |
| 外野手   | 杉山悟             | 名古屋             | 飯島滋弥             | 大映                 |

### 高校野球
- 第24回選抜高等学校野球大会優勝：静岡商業（静岡県）
- 第34回全国高等学校野球選手権大会優勝：芦屋（兵庫県）

### 大学野球
- 第1回全日本大学野球選手権大会優勝：慶應義塾大

- 東京六大学野球連盟優勝 春：慶應義塾大、秋：早稲田大
- 東都大学野球連盟優勝 春：専修大、秋：日本大
- 関西六大学野球連盟優勝 春：関西学院大、秋：関西大

### 社会人野球
- 第23回都市対抗野球大会優勝：全鐘紡
- 第2回日本産業対抗野球大会優勝：全藤倉

### メジャーリーグ
- ワールドシリーズ
ニューヨーク・ヤンキース（ア・リーグ） （4勝3敗） ブルックリン・ドジャース（ナ・リーグ）

## できごと
- 日本プロ野球においてフランチャイズ制が正式導入される。
- パ・リーグはこの年のみ、7チーム18回戦制によるリーグ戦を行い、終了時点での上位4球団による4回戦制のリーグ戦を行い、両方の成績を総合して順位を決めている。

### 1月
- 1月5日 - 名古屋ドラゴンズの総監督に天知俊一が就任。助監督の坪内道典が監督に就任[2]。
- 1月27日 - セントラル・リーグの会長の松島鹿夫が辞任し、後任に鈴木龍二が就任[3]。

### 2月
- 2月29日 - 大阪タイガースの球団オーナーに野田誠三が就任[4]。

### 3月
- 3月20日 - セ・リーグの公式戦が開幕[5]。
- 3月21日 - パ・リーグの公式戦が開幕[6]。
- 3月25日 - 松竹ロビンス対読売ジャイアンツ戦（徳島）で松竹13安打、巨人11安打のNPB史上初の両チーム毎回安打試合[7]、試合は13対11で松竹が勝利[8]。
- 3月31日 - 神宮球場の接収解除[9]。

### 4月
- 4月1日 - 西鉄ライオンズの野口正明が対阪急戦でNPB史上41人目の通算1000投球回を達成[10]。
- 4月3日 - 川崎球場が開場[3]。
- 4月5日 - 前年、試合中に火災が起きた中日球場で、7カ月ぶりの試合となる名古屋対巨人戦が行われる[2]。
- 4月8日 - 巨人の別所毅彦が対大洋ホエールズ戦でNPB史上6人目の通算150勝を達成[10]。
- 4月8日 - 大洋の藤井勇が対巨人戦でNPB史上9人目の通算1000安打を達成[10]。
- 4月11日 - 東急フライヤーズの大下弘と西鉄ライオンズの深見安博、緒方俊明による1対2の交換トレードが成立[11]。
- 4月13日 - 阪急の東谷夏樹がパ・リーグ初のサイクル安打を達成[12]。
- 4月20日 - 東急の金城政夫が西鉄に移籍[11]。
- 4月25日 - 阪急は新外国人選手としてジミー・ニューベリー、ジョン・ブリットンを登録[12]。
- 4月27日 - 大映スターズの林義一が対阪急ブレーブス戦（高崎市城南野球場）でNPB史上24度目、パ・リーグ史上初のノーヒットノーラン達成[13]。

### 5月
- 5月5日 - 東急は対西鉄戦（平和台球場）で最多得点試合と最多得点完封試合のパ・リーグ記録を更新する19対0で勝利[14]。
- 5月7日 - 大阪の真田重男が甲子園球場での対広島カープ9回戦に先発し、ノーヒットノーランを達成[15]。
- 5月13日 - マイナーリーグのクラスD級において、ロン・ネッチアイが9回27奪三振のプロ野球史上唯一の記録を達成[16]。
- 5月15日 - 大映のヴィクトル・スタルヒンが対阪急戦でNPB史上2人目の通算3500投球回を達成[10]。
- 5月24日 - 大洋の高野裕良が対巨人戦でNPB史上42人目の通算1000投球回を達成[10]。
- 5月28日 - 大阪の真田重蔵が対国鉄スワローズ戦でNPB史上7人目の通算150勝を達成[10]。
- 5月28日 - 国鉄は本拠地の後楽園球場で4月17日から11連敗で本拠地連敗最多記録を更新[17]。

### 6月
- 6月3日 - 名古屋の山崎善平が門司市営老松球場での対大洋ダブルヘッダー第2試合の9回戦でプロ野球新記録となる1試合6盗塁を記録[18]。
- 6月4日 - 国鉄の杉浦清が対大阪戦でNPB史上8人目の通算100本塁打を達成[10]。
- 6月7日 - 巨人の別所毅彦が対大阪戦でNPB史上6人目の通算1000奪三振を達成[10]。
- 6月7日 - 南海ホークスは対東急戦でNPB史上初の毎回得点で、18対4で勝利する[19]。
- 6月8日 - 広島の笠松実が対大洋戦でNPB史上17人目の通算1500投球回を達成[10]。
- 6月10日 - 南海ホークスが7日の対東急戦での20安打に続き、対近鉄パールス戦（大阪）で11安打を記録し、日本プロ野球史上3度目の2試合連続毎回安打を記録。試合は7対0で南海が勝利[20]。また初回に得点したことで、前試合から10イニング連続得点の日本プロ野球記録も更新[19]。
- 6月11日 - 南海の柚木進が対近鉄戦でNPB史上43人目の通算1000投球回[10]。
- 6月15日 - 巨人の別所毅彦が大阪球場での対松竹ダブルヘッダー第2試合の11回戦に先発し、9回2死まで完全試合を継続していたが、、27人目の打者の神崎安隆に安打を打たれ、記録達成ならず。なお神埼はこれがプロで唯一の安打となった[21][22]。
- 6月18日 - 大洋の岩本義行が甲子園球場での対阪神11回戦で通算100本塁打を達成。プロ野球史上9人目[23]。
- 6月19日 - 阪神の金田正泰が対大洋12回戦で通算1000安打を達成。プロ野球史上10人目[24]。
- 6月19日 - 名古屋の服部受弘が対松竹戦（岐阜）でNPB史上12人目、球団初の通算100勝を達成[25][10]。
- 6月21日 - 松竹の小鶴誠が対大洋戦でNPB史上初の通算150本塁打を達成[10]。
- 6月22日 - 西鉄の川崎徳次が対毎日戦でNPB史上10人目の通算2000投球回を達成[10]。
- 6月24日 - 大洋の藤井勇が対名古屋戦でNPB史上10人目の通算1000試合出場を達成[10]。
- 6月28日 - 国鉄の金田正一が対松竹戦で自身2度目の毎回15奪三振を記録[26]。
- 6月29日 - 大映が対毎日戦の1回に10回に日本プロ野球史上初の1試合2三重殺。試合は4対2で大映が勝利[27]。

### 7月
- 7月16日 - 西鉄対毎日12回戦が午後4時45分から平和台球場で行われたが、西鉄が5-1とリードの3回裏途中で雨で約1時間試合が中断。再開後、午後7時半の4回裏、審判団は視界が悪くなったとして試合中止を決定。これに対し、毎日側が日没ノーゲームを狙って延滞行為を働いたとして怒った観客がグラウンドに飛び降りて審判団と毎日の選手を取り囲む騒動が起きる。騒動を鎮静化するため福岡市警の武装警察官が約30名出動し、さらに毎日監督湯浅禎夫がマイクを通じてファンに謝罪した[28]。
- 7月20日 - 毎日の本堂保弥が対南海戦でNPB史上11人目の通算1000試合出場を達成[10]。
- 7月21日 - 名古屋の杉下茂が対大洋戦でNPB史上44人目の通算1000投球回を達成[10]。
- 7月23日 - 南海の飯島滋弥が対毎日戦（伊東）で球団史上初の通算100本塁打を達成[29]。
- 7月26日 - 巨人の大友工が大阪球場対松竹ロビンス12回戦に先発し、ノーヒットノーランを達成[30]。
- 7月27日 - 松竹の小鶴誠が大阪球場での対巨人ダブルヘッダー第2試合の14回戦でプロ通算1000安打を達成[31]。
- 7月28日 - 大映の飯島滋弥が対毎日戦でNPB史上10人目の通算100本塁打を達成[10]。
- 7月30日 - 南海の飯田徳治が対大映戦で通算100本塁打を達成[29]。
- 7月31日 - 名古屋の西沢道夫が対大阪戦（甲子園）で通算1000試合出場を達成[25]。
- 7月31日 - 名古屋の西沢道夫が対大阪戦でNPB史上12人目の通算1000試合出場を達成[10]。

### 8月
- 8月2日 - 毎日の土井垣武が対阪急戦でNPB史上12人目の通算1000安打を達成[10]。
- 8月3日 - 大阪の梶岡忠義が対大洋戦でNPB史上13人目の通算100勝を達成[10]。
- 8月8日 - 巨人は旭川球場での対広島11回戦に7対0で勝利し、日本プロ野球初の球団通算1000勝（518敗38分）を達成[32]。
- 8月15日 - 毎日の本堂保弥が対大映戦でNPB史上13人目の通算1000安打を達成[10]。
- 8月16日 - 毎日の河内卓司が対大映戦の6回に1イニング3盗塁（二盗、三盗、本盗）を記録。日本プロ野球史上10度目[33]。
- 8月17日 - 巨人の別所毅彦が対大洋戦でNPB史上4人目の通算2500投球回を達成[10]。
- 8月17日 - 名古屋の杉山悟が甲子園球場での対阪神ダブルヘッダー第2試合の16回戦で19号本塁打を打ち、通算100本塁打を達成[34]。
- 8月20日 - 名古屋の野口明が対松竹戦（中日）でNPB史上14人目、球団初の通算1000安打を達成[25][10]。
- 8月31日 - 阪神の真田重蔵が対名古屋戦でNPB史上7人目の通算1000奪三振を達成[10]。

### 9月
- 9月6日 - 巨人の青田昇が対広島戦でNPB史上2人目の通算150本塁打を達成[10]。
- 9月11日 - 大阪の金田正泰が対国鉄戦でNPB史上13人目の通算1000試合出場を達成[10]。
- 9月16日 - 毎日の呉昌征が対東急戦でNPB史上初の通算350盗塁を達成[10]。
- 9月17日 - 大洋の江田貢一が対巨人戦でNPB史上18人目の通算1500投球回を達成[10]。
- 9月29日 - 大阪の藤村富美男が対巨人戦でNPB史上3人目の通算150本塁打を達成[10]。
- 9月30日 - 南海の飯田徳治が対大映戦でNPB史上12人目の通算100本塁打を達成[10]。

### 10月
- 10月3日 - 巨人が後楽園球場での対国鉄戦20回戦に15対2で勝利して2年連続でセ・リーグ優勝達成[35]。
- 10月9日
  - 南海対大映の23回戦が大阪球場で行われ、シーズン最終戦の南海が6対1で勝利して2年連続でパ・リーグ優勝[36]。
  - セ・リーグは1952年度の表彰選手を発表。最優殊勲選手に巨人の別所毅彦、最優秀新人に国鉄の佐藤孝夫、沢村賞に中日の杉下茂がそれぞれ選出される[37]。
- 10月12日 - 大洋対松竹の23回戦が下関市営球場で行われ、大洋が3対0で勝利。敗れた松竹は残り3試合に全勝してもシーズン最終勝率が3割未満に終わり、リーグ戦終了後の「連盟会長による処罰対象」となることが確定する。
- 10月13日 - 大洋対松竹の26回戦が下関市営球場で行われ、松竹が8対1で勝利。松竹は全日程を終了し、結果的にこの試合が同球団による最終試合となる。
- 10月18日 - 日本シリーズ第6戦が後楽園球場で行われ、巨人が南海に3対2で勝利し4勝2敗で2年連続日本シリーズ優勝達成[38]

### 11月
- 11月17日 - 処罰問題に関し、松竹の田村駒治郎オーナーは球団存続の意思を表明。しかしその後に他球団との合併交渉が開始される。
- 11月28日 - 毎日は来季の陣容を発表。総監督に湯浅禎夫が復帰し、監督に二軍監督の若林忠志が就任[39]。

### 12月
- 12月24日 - 毎日は球団社長の福島慎太郎が辞任し、後任に元毎日新聞社専務の山田潤二が内定[40]。

## 誕生

### 1月
- 1月23日 - 太田幸司

### 2月
- 2月3日 - フレッド・リン

### 3月
- 3月5日 - 山下大輔
- 3月11日 - 簑田浩二

### 4月
- 4月5日 - 淡口憲治
- 4月7日 - 池内豊
- 4月11日 - 芦岡俊明
- 4月18日 - 笹本信二
- 4月26日 - 新井宏昌

### 5月
- 5月25日 - 金井正幸
- 5月28日 - 宮本四郎（+2006年）

### 6月
- 6月3日 - 湯口敏彦（+1973年）
- 6月5日 - 佐伯和司
- 6月8日 - 杉浦享
- 6月15日 - 柏原純一
- 6月28日 - 池谷公二郎

### 7月
- 7月9日 - 村田辰美
- 7月11日 - 川村博昭
- 7月16日 - 市村則紀
- 7月20日 - 倉持明
- 7月27日 - バンプ・ウィルス

### 8月
- 8月2日 - 新美敏
- 8月25日 - 渡辺進
- 8月28日 - 菅野光夫（+2007年）
- 8月30日 - 梶間健一
- 8月31日 - 中島国章

### 9月
- 9月21日 - アート・ガードナー
- 9月29日 - 松沼博久

### 10月
- 10月1日 - 三沢淳（+2022年）
- 10月16日 - 金城基泰
- 10月27日 - ピート・ブコビッチ

### 11月
- 11月1日 - 島本講平
- 11月7日 - 中尾明生
- 11月8日 - ジョン・デニー
- 11月12日 - 福井保夫
- 11月14日 - 小林繁（+2010年）

### 12月
- 12月4日 - レオン・リー
- 12月21日 - ウォーキーン・アンドゥハー
- 12月28日 - レイ・ナイト

## 死去
- 10月21日 - 池田豊（* 1893年）
- 11月29日 - アーリー・レイサム（英語版）（* 1860年）